# Acamptopappus
Genre
Classification APG III (2009)
Acamptopappus est un genre végétal de la famille des Asteraceae. 

## Liste d'espèces
Selon NCBI (14 févr. 2012) et ITIS (14 févr. 2012) :
- Acamptopappus shockleyi
- Acamptopappus sphaerocephalus